# Zerspanbarkeit von Gusseisen
Die Zerspanbarkeit von Gusseisen ist eine wichtige technologische Eigenschaft von Gusseisen. Gusseisen weist eine ausgezeichnete Gießbarkeit auf, aber eine schlechte Umformbarkeit, es lässt sich also schlecht schmieden, biegen oder walzen. Die Formgebung erfolgt daher hauptsächlich durch Gießen und eine anschließende Feinbearbeitung durch Zerspanen (Drehen, Bohren, Fräsen etc.). Die genauen Eigenschaften sind von der Gusseisensorte abhängig. Das besonders häufig genutzte Gusseisen mit Lamellengrafit lässt sich sehr gut zerspanen. Die Zerspanungskräfte und der Werkzeugverschleiß sind gering, die Späne kurz und können sich nicht verfangen und die erreichbaren Oberflächenqualitäten sind gut.
Die Zerspanbarkeit hängt stark ab vom Gefüge und der genauen Ausbildung des Kohlenstoffs. Gusseisensorten, die große Mengen der Eisen-Kohlenstoff-Verbindung Zementit enthalten („weißes Gusseisen“), lassen sich nur sehr schwer bearbeiten. Andere Sorten bestehen hauptsächlich aus Ferrit oder Perlit und sind einfacher zu bearbeiten. Sie sind insbesondere wegen des eingelagerten Grafits einfacher zu bearbeiten als Stähle mit vergleichbarem Gefüge (siehe Zerspanbarkeit von Stahl), da der Werkstoff durch den Grafit unterbrochen wird und somit eine geringere Festigkeit aufweist, die zu geringeren Zerspankräften und zu einem einfachen Spanbruch führt. Außerdem entfaltet der Grafit auf der Spanfläche eine Schmierwirkung und bildet eine Schutzschicht, sodass die Standzeit sehr hoch ist.
Gusseisen wird eingeteilt in weißes Gusseisen, das vor allem aus Zementit besteht, der aber durch eine Wärmebehandlung umgewandelt werden kann (Temperguss) und graues Gusseisen, bei dem der Kohlenstoff in Form von Grafit vorliegt, der als Lamellen, als Würmchen oder als Kugeln ausgebildet ist.

## Weißes Gusseisen
Weißes Gusseisen entsteht bei schneller Abkühlung der Schmelze und besteht größtenteils aus Zementit. In dieser Form wird es als Hartguss bezeichnet. Wenn der Zementit durch eine Wärmebehandlung in weichere Gefüge umgewandelt wird, spricht man von Temperguss.

### Hartguss
Hartguss besteht fast ausschließlich aus Zementit, ist hart und spröde und lässt sich nur sehr schwer zerspanen. Als Schneidstoffe werden Hartmetalle genutzt, bei höheren Härten auch oxidische Mischkeramik oder Bornitrid der Gruppe H. Mit Bornitrid ist verglichen mit Hartmetall eine etwa drei bis viermal höhere Schnittgeschwindigkeit möglich; Werkzeuge aus Bornitrid sind jedoch bruchanfällig. Je höher die Härte des Werkstoffs ist, desto geringer sollten die Schnittgeschwindigkeit und die Eingriffsgrößen gewählt werden. Die Werkzeug-Einstellwinkel betragen meist 10° bis 20° und die Spanwinkel bei −5° bis +5°.

### Temperguss
Wenn weißes Gusseisen einer Wärmebehandlung unterzogen wird (sogenanntes Tempern), entsteht Temperguss. Beim weißen Temperguss wird in einer oxidierenden Atmosphäre geglüht, die Randschicht wird dabei vollständig entkohlt und in Ferrit umgewandelt. Im Inneren verbleibt noch Kohlenstoff. Das Gefüge besteht dann aus Perlit und einem Grafitnetz. Bei schwarzem Temperguss wird in einer nicht-oxidierenden Atmosphäre geglüht, das Gefüge besteht dann auch an den Rändern aus Perlit und Grafit. Bei schneller Abkühlung kann sich auch Martensit bilden.
Die Zerspanbarkeit des schwarzen Tempergusses ist günstiger, allerdings nur weil die ferritische Randschicht des weißen Tempergusses Probleme bereitet, wie lange Späne, Aufbauschneidenbildung und Verklebungen mit dem Werkzeug. Ansonsten ist Temperguss gut zu zerspanen – deutlich besser als Stähle mit einem vergleichbaren Gefüge, was am eingelagerten Grafit liegt. Dieser führt zu geringeren Zerspankräften, einer schmierenden Grafitschicht auf dem Werkzeug, die die Reibung reduziert und auch als Schutzschicht wirkt, sowie zu kurzbrüchigen Spänen.
Als Schneidstoffe werden meist unbeschichtete und beschichtete Hartmetalle, Cermets, Oxidkeramiken und Bornitrid der Gruppen P und K genutzt. Durch die Wärmebehandlung kann auch bei größeren Losen ein gleichbleibendes Gefüge erreicht werden. Daher eignet sich Temperguss gut zur Optimierung der Schnittbedingungen.

## Graues Gusseisen
Bei Grauguss oder grauem Gusseisen liegt der Kohlenstoff nicht im Zementit gebunden vor, sondern als Grafit. Grauguss entsteht bei sehr langsamen Abkühlgeschwindigkeiten. Da in der Praxis die Abkühlgeschwindigkeit endlich ist, liegt meist auch noch ein Teil Zementit vor, die Bildung von Grafit kann jedoch durch Zulegieren von Silizium begünstigt werden. Das Grundgefüge von Grauguss kann in weiten Grenzen variiert werden. Es reicht von ferritisch über ferritisch-perlitisch bis hin zu perlitisch, was den häufigsten Fall darstellt. Ein rein ferritisches Gefüge entsteht erst nach sehr langem Glühen. Im Allgemeinen lässt sich Grauguss leichter zerspanen als vergleichbare Stähle mit ähnlicher Festigkeit und Härte, da bei diesen nicht das Gefüge durch den Grafit unterbrochen wird. Die meisten Gusswerkstoffe erreichen daher eine gute Zerspanbarkeit mit kurzen Spänen, niedrigem Verschleiß und guter Oberflächenqualität.
Graues Gusseisen wird eingeteilt nach der Form des Grafits in
- Gusseisen mit Lamellengrafit
- Gusseisen mit Vermiculargrafit und
- Gusseisen mit Kugelgrafit.

### Gusseisen mit Lamellengrafit
Bei Gusseisen mit Lamellengrafit (Kurzzeichen GJL) liegt der Grafit in Form von dünnen Lamellen vor, die fein verteilt im Gefüge vorliegen und die Festigkeit mindern. Es ist der am häufigsten genutzte Gusseisenwerkstoff.
GJL lässt sich ausgezeichnet zerspanen. Der Grafit entfaltet eine schmierende Wirkung auf der Werkzeugoberfläche und reduziert so die Zerspankraft und verlängert die Standzeit. Des Weiteren führen die Grafitlamellen zu kurzbrüchigen Spänen, meist in Form von Spanlocken oder Bröckelspänen. Die Spanbildung erfolgt über Scherspanbildung oder Reißspanbildung. Eine Besonderheit ist die Ausbildung einer schützenden Mangansulfidschicht auf der Freifläche und der Spanfläche. Diese Schicht entsteht bei Temperaturen, die bei Schnittgeschwindigkeiten ab 200 m/min herrschen, entfaltet eine schmierende Wirkung und hat ebenfalls eine Schutzfunktion. Sie hemmt vor allem die Diffusion, die bei höheren Schnittgeschwindigkeiten einen bedeutenden Verschleißmechanismus darstellt.
Die erreichbare Oberflächenqualität ist abhängig von vielen Faktoren, dem Fertigungsverfahren, den Schnittbedingungen und dem Gefüge. Es entstehen keine Grate wie bei Stahl, sondern Kantenausbrüche wegen der Sprödigkeit des Werkstoffs.
Die Schnittgeschwindigkeiten können umso höher liegen, je mehr Ferrit und je weniger Perlit im Gefüge vorhanden ist. Bei einem Perlitanteil von 10 % sind bei konstanter Standzeit bis zu dreimal höhere Schnittgeschwindigkeiten möglich wie bei einem Gefüge mit 90 % Perlit. Harte Einschlüsse wie Zementit oder Steadit reduzieren die anwendbare Schnittgeschwindigkeit beträchtlich.
Die Randzonen der Gussstücke lassen sich meist deutlich schlechter zerspanen als das Kerngefüge. Dies liegt einerseits an anderen Gefügearten direkt unter der Oberfläche sowie an der sogenannten Gusshaut, die Verzunderungen und nichtmetallische Einschlüsse beinhaltet. Die Randschicht wird daher meist mit reduzierten Schnittwerten bearbeitet.
Als Schneidstoff wird Schnellarbeitsstahl nur bei bestimmten Werkzeugen eingesetzt wie beim Bohren, Reiben oder Gewindeschneiden. Hartmetalle für Gusseisen mit Lamellengrafit sind aus der Gruppe K. Auch Cermets werden für die Feinbearbeitung genutzt. Beschichtete Hartmetalle und Bornitirid ermöglichen deutlich höhere Schnittwerte.

### Gusseisen mit Vermiculargrafit
Bei Gusseisen mit Vermiculargraphit (GJV) liegt der Grafit in würmchenartigen Strukturen vor. Es bietet gegenüber Gusseisen mit Lamellengrafit und Gusseisen mit Kugelgrafit (GJS) zahlreiche bessere Gebrauchseigenschaften: höhere Festigkeit, höhere Zähigkeit, bessere Oxidationsbeständigkeit und bessere Temperaturwechselbeständigkeit. Außerdem verfügt es über eine ausgezeichnete Gießbarkeit.
Die Zerspanbarkeit ist allerdings relativ schlecht, verglichen mit anderen Gusseisenwerkstoffen, was die Verwendung von GJV einschränkt. Der wesentliche Unterschied ist, dass GJV keine Schutzschicht aus Mangansulfid bildet, da auf die Zugabe von Schwefel verzichtet werden muss, um das charakteristische Gefüge zu erhalten. Bei Schnittgeschwindigkeiten unter 200 m/min, bei denen sich die schützende und schmierende Mangansulfid-Schicht auch bei GJL nicht ausbildet, ergeben sich dagegen kaum Unterschiede bei den Standzeiten. Titan als Legierungselement bildet sehr harte Karbide, die auch bei Wolframkarbid-Hartmetallen zu hohem Verschleiß führen.
Die Spanbildung ist bei vielen Schnittgeschwindigkeiten nicht kontinuierlich, was zu schwankenden Schnittkräften führt. Dies liegt an dem inhomogenen Material aus Ferrit und Perlit sowie der Grafitform.
Als Schneidstoff für GJV wird beschichtetes Hartmetall genutzt. Günstig ist außerdem Keramik aus Aluminiumoxid. Beide Schneidstoffe verfügen jedoch über einen bestimmten Schnittgeschwindigkeitsbereich, in dem sie jeweils vorteilhaft sind. Beschichtetes Hartmetall eignet sich eher für niedrige und normale Geschwindigkeiten, Keramik für die Hochgeschwindigkeitsbearbeitung. Bei geringen Geschwindigkeiten ist die Wechselbeanspruchung durch die diskontinuierliche Spanbildung entscheidend, sodass hier die höhere Zähigkeit und Biegewechselfestigkeit der Hartmetalle vorteilhaft sind. Bei höheren Schnittgeschwindigkeiten zahlt sich die höhere Warmhärte sowie ihre höhere chemische Beständigkeit der Keramiken aus. Mit Bornitrid sind gegenüber Hartmetall und Keramik höhere Schnittgeschwindigkeiten möglich. Allerdings liegen diese mit nur 300 m/min deutlich unter den 1500 m/min die bei GJL möglich sind.

### Gusseisen mit Kugelgrafit

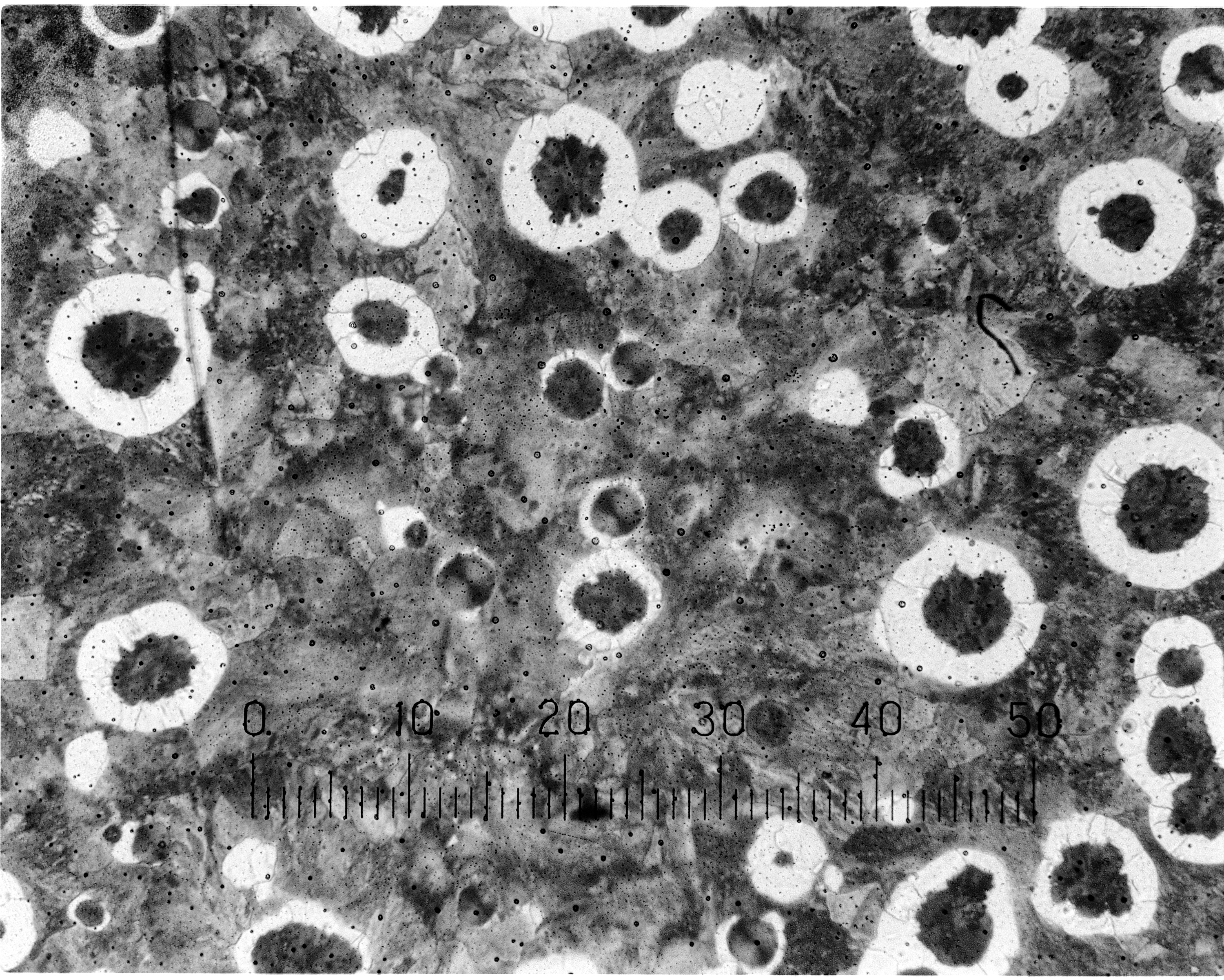
Gusseisen mit Kugelgraphit

Bei Gusseisen mit Kugelgrafit liegt der Grafit in kugeliger Form vor. Er wird daher auch Sphäroguss genannt. Er hat eine hohe Festigkeit und Zähigkeit. Das Gefüge kann aus Ferrit, Perlit oder einer Mischung daraus bestehen, jeweils mit eingebetteten Grafitkugeln. Je höher der Perlitanteil ist, desto höher ist der abrasive Werkzeugverschleiß und umso höher ist die Zerspankraft. Als Schneidstoffe werden unbeschichtete und beschichtete Hartmetalle sowie Oxidkeramik der Gruppe K genutzt. Die Oberflächenrauigkeit kann Werte von Ra = 1 µm erreichen. Es entstehen meist Scherspäne. Nur bei sehr scharfkantigen Schneiden entstehen Fließspäne. Die Schnittgeschwindigkeiten liegen nur etwas unter denen von Stählen vergleichbarer Härte und Festigkeit.